# 오스트로브 (영화)
오스트로브(러시아어: Остров, 영어: The Island)는 러시아 연방에서 제작된 파벨 룽긴 감독의 2006년 영화이다. 표트르 마모노프 등이 주연으로 출연하였고 파벨 룽긴 등이 제작에 참여하였다.

## 출연

### 주연
- 표트르 마모노프
- 빅토르 슈크호루코브

## 제작진
- 프로듀서: 세르게이 슈마코브

## 같이 보기
- 예수 기도